# 分析的マルクス主義
分析的マルクス主義（ぶんせきてきマルクスしゅぎ、英: Analytical Marxism）は、マルクス主義の潮流のひとつである。
分析的マルクス主義は、現代の哲学や社会科学の方法を大胆に取り入れ（それには分析哲学や新古典派経済学のツール、現代の洗練された記号論理学やゲーム理論などが含まれる）、マルクス主義の伝統的な方法や概念について拒否したり大胆な見直しを行うこと点に特徴がある。
この潮流は、セプテンバー・グループという、マルクス主義に多少なりとも関心を持つ哲学者や社会科学者の小さな集まりからはじまった。このグループは当初、ユーモアを込めて自らを「ノンー・ブルシット・マルクス主義グループ（Non-Bullshit Marxist Group）」とも呼んでいた。
そして1980年代には、分析的マルクス主義は、英語圏の哲学者や社会科学者の間で優勢な潮流のひとつとなった。

## 理論
分析的マルクス主義は、「現代の分析哲学と経験的社会科学の手法を用いて、マルクス主義の哲学的・理論的遺産を再構築しようとする試み」と定義される。この知的潮流は1970年代後半、英米の学術界において登場し、ジェラルド・A・コーエン、ジョン・ローマー、エリック・オリン・ライト、ジョン・エルスター、アダム・プシェヴォルスキといった主要人物を中心に発展した。彼らは論理的一貫性と経験的検証可能性を重視し、曖昧な概念や比喩的表現を排除した。そのため、分析哲学の方法論に加え、数理モデル、ゲーム理論、ミクロレベルの選択理論といった現代社会科学の手法を積極的に取り入れた。その過程で、伝統的マルクス主義の核心的命題労働価値説、歴史の必然性、下部構造と上部構造の図式などは、大きく批判され、修正され、あるいは廢棄された。

### 歴史
分析的マルクス主義は通常、ジェラルド・コーエンの『カールマルクスの歴史理論：その擁護』（1978年））」に始まるとされている。しかし、より広く考えるなら、第二次世界大戦後のカール・ポパー、H・B・アクトン、ジョン・プラムナッツのような政治思想家たちの研究に端を発しているといえるかもしれない。彼らは分析哲学の技法を用いて、マルクス主義の歴史理論や社会理論が、論理的に整合的か、科学的であるといえるかについてテストした（彼らが下した結果は否定的なものだった）。ポパーたちはみなマルクス主義に敵対的な立場であった。
一方、コーエンの著作は最初から史的唯物論を擁護することを目指していた。コーエンは、極めて厳密な論理的一貫性とぎりぎりまで切り詰められた説明を得るために、非常に苦労しながら、マルクスの著作を綿密に読み込み、史的唯物論の再構築に取り組んだ。
コーエンにとって、マルクスの史的唯物論は技術的決定論であり、そこでは経済的な生産関係が、物質的な生産力の関数として説明されている。そして政治や法律の体系（上部構造）は、生産関係（下部構造）の関数として説明されている。ある生産様式から別の生産様式への移行は、生産力が発展する傾向によって引き起こされる。コーエンはこの傾向を、より生産的な技術に適応し労働の苦労を削減する機会を前にして人間が発揮する合理性によって説明する。そうした場合、人間はそのより生産的な技術を採用するだろう。こうして、人類の歴史は、人間の生産能力の段階的発展として理解することができる。

### 搾取
コーエンが『カール・マルクスの歴史理論』を発刊するのと前後して、アメリカの経済学者ジョン・ローマーが、新古典派経済学の手法を用いて、マルクスの搾取と階級の概念を擁護する仕事に取り組んだ。『搾取と階級の一般理論』（1982年）で、ローマーは、労働市場の発達において搾取と階級の関係がどのように立ち現れてくるのか証明するために、合理的選択理論とゲーム理論を用いている。
ローマーは、搾取や階級を説明するために労働価値の概念は不要であるというところまで進んだ。価値は、原理的には、（労働力以外の）どのような投下生産物（たとえば石油や小麦などなど）を用いても説明できる。労働力による説明は今や唯一絶対のものではない。ローマーがたどり着いた結論においては、それゆえ搾取と階級の概念は、生産の場だけでなく、市場での交換においても適用されるよう一般化される。重要なのは、搾取は、純粋な学術的カテゴリーとしては、必ずしも倫理的に悪いものではなくなったことである。（後段の「#正義論と規範哲学」の節を参照）その結果、 彼はマルクス主義者に対し、生産過程における階級間関係というミクロな視点への従来の焦点を捨て、むしろ社会における財産の分配構造というマクロなレベルに目を向けるべきだと勧めている。

### 合理選択マルクス主義
1980年代半ばまでに「分析的マルクス主義」はひとつの「パラダイム」とみなされるようになってきた。セプテンバー・グループは、幾年にもわたって、会合を続けており、メンバーによる著作が矢継ぎ早に出版された。これら著作のいくつかは、ケンブリッジ大学出版から刊行のシリーズとして世に出た。「マルクス主義と社会理論における研究」という論文を含むヤン・エルスターの『マルクスを理解する』（1985年）やアダム・プシェヴォルスキの『資本主義と社会民主主義』（1985年）などである。
エルスターは、合理的選択理論と方法論的個人主義（エルスターはこれらを社会科学にとって適切な唯一の説明形式であると定義している）というツールを用いて、マルクス主義から救い出せるものが何かを突き止めるようと、マルクスの全著作を徹底的に検討した。エルスターは、コーエンとは反対に、生産力の発展としての歴史を説明する史的唯物論は救いようがないと結論した。ローマーと同様に、エルスターもまた労働価値説を捨て去りし、さらにはマルクス経済学全体を否定するに至った。その弁証法的方法は、ヘーゲル的曖昧主義の一形態としてされた。一方で、イデオロギーと革命に関するマルクス主義の理論は引き続き、ある程度は役に立つものとされたが、それも全体論（ホーリズム）と機能主義の傾向を取り除いた限りにおいてのみ役立つのであり、個人主義的方法論と原因・意図の説明との基礎の上に確立されるのである。
プシェヴォルスキの著作は、合理的選択理論とゲーム理論を使って、20世紀の社会主義者によって採用された革命戦略が失敗しがちだった理由を説明した。その理由は、労働者たちは自身の合理的利害に照らして、リスキーな革命戦略を採用するよりむしろ、組合の認知や賃金や生活状況の改善を通じて資本主義を改良することの方に努力するからである。プシェヴォルスキの著作は、アンソニー・ダウンズ（『民主主義の経済理論』）やマンサー・オルソン（『集合行動の論理』）らのような学者によって発展した政治行動の経済学的説明の影響を受けている。

### 階級構造の実証的分析
エリック・オーリン・ライトは『Classes』（1985年）において、現代資本主義における複雑な階級構造を実証的に分析しようとした。彼は、マネージャー、監督者、専門職といった現代企業内の「中間階級」に属する人々が持つ曖昧な地位に着目し、精緻な類型論を展開した。その過程で、従来のマルクス主義における「資本家と労働者」という二項対立を批判的に検討・再解釈し、それを補完しようと試みた。方法論的には、大規模な調査や定量的モデルを用いて、資本主義社会における階級と経済的権力の作用メカニズムを明らかにしようとした。

## 正義論と規範哲学
分析的マルクス主義者は、伝統的なマルクス主義が道徳や正義に関する問題を無視するか、二次的なものとして扱ってきたことを批判し、道徳および規範哲学の議論に積極的に取り組んだ。
分析的（合理選択）マルクス主義は、共産主義から改良主義的な社会民主主義まで左派のうちに多様な政治シンパを持っている。彼らシンパは、1980年代には、資本主義の経済的ダイナミズムとプロレタリアートの階級利害によって革命が起こるというマルクス主義の説明を，ほとんど信じなくなっていたのだが、分析的（合理選択）マルクス主義は、そんな彼らがマルクス主義を見直す契機となった。
分析的（合理選択）マルクス主義者たちは、資本主義の変革は倫理的なプロジェクト・実験（ローマー）であると、大筋で合意している。こうして1980年代、英語圏のマルクス主義研究者の間で、公正の理論にマルクス主義が貢献できるかどうかという議論が発展した。こうした動きは明らかにジョン・ロールズ『公正の理論』（1971年）以後に復活した規範的政治哲学と結びついていた。
分析的道徳哲学は、すべての利害について等しい道徳判断をするために、人はすべての状況で自由であると考えるのだが，その一方で、マルクスが、「公正」の概念をブルジョアジーのイデオロギーの産物としてしか見なかったという者もいる。「公正」の概念は、賃労働契約において資本家と労働者は対等であるとすることで、搾取を正当化しているとして、マルクス主義者たちはいまだに公正の理論について敵対的だというのである。。
しかし大抵の分析的マルクス主義者たちは、上記のような見方を否定している。先駆者としての役割を担ったコーエンであったが、分析的マルクス主義者は、マルクス主義者の公正の理論は平等主義に焦点を合わせたものでなければならないと主張する。コーエンにとって、このことは、市場交換の非公正性を証明するために道徳哲学と政治哲学を結びつけ、適当な平等主義の測定基準を作り上げることを意味する。この主張は、コーエンの最近の著作『自己所有権、自由、平等』（1995年）や『もしあなたが平等主義者ならば、なぜそんなにお金持ちなのですか？』（2000年）の中で論じられている。
コーエンは、伝統的マルクス主義者の主張とは違って、資本主義は労働者の疎外をもたらすが故に、つまり労働者としての自己実現の欠如をまねくが故に不正であるという主張を否定する。コーエンによれば、伝統的マルクス主義者のこの主張は、人間の本性と歴史発展についての受け入れがたい形而上学的な主張：すなわち、このすべての人間が、あるひとつの目的、生産的な労働者になろうとするただひとつの目的や目標を持っているという主張に基づいている。こうした主張はア・プリオリな論理的真理や経験から導き出すことは不可能であるので、分析哲学が承認する厳密な手段によっては正当化できない。
かつてのマルクス主義者とは違って、コーエンはさらに、資本主義を、不公平な搾取を特徴とするシステムとして論じる際に、労働者は雇用者によって「盗まれている」が故に搾取されているのではなく、システムの「自律性」が侵害され、その結果、利益と苦役の配分が「不公平」になってしまうが故に搾取されていると考える。伝統的なマルクス主義は、搾取と不公正は、労働者の労働によって生産された価値を、労働者以外の誰かが自分のものとするが故に生じ、どの階級も生産手段を所有せずしたがって労働者が作り出した価値をどの階級も自分のものとできない社会主義社会においては、克服されるだろうであると説明してきた。コーエンはこうした伝統的説明を支えているのは、労働者は「自己所有権」を持っているという仮定であると主張する。労働者は彼／彼女が労働を通じて生み出した価値よりも少ない賃金を支払われるために、資本家は労働者の労働から剰余価値を引き出し、つまり労働者の作り出すもの、つまり労働力の時間の一部を盗み取ると言われる。
コーエンは、自己所有権の概念は、「それぞれの人の存在や力を超えた権利」、つまり、目的として扱われるものはいつもそう扱われ、決して手段として扱われないものを保障するロールズの原理にとって有利であると主張する。それだけでなく、コーエンは、マルクス主義者の公正の説明から、正反対の立場であるロバート・ノージックのリバタリアニズムまで、自己所有権が彼らに共通の基盤を与えていることを強調する。
しかしコーエンは，人々の個人的力を，だれも優先権を主張できない外部的資源のように扱うかどでロールズを批判するのと同様に，ノージックについても，自己所有権の概念を右派に自己所有のテーゼのように過度に拡大するかどで攻撃する。
コーエンの考えでは，ノージックの間違いは，自分自身に対する所有権と同じ道徳的性質をもった，合法的に外部の資源を獲得できる権利を人々に与えることである。いいかえれば，リバタリアニズムは才能の違いや外部資源の違いから生じる不平等を許しているが，しかしそれは世界が「容易に手に入る」」ことを，つまり私的所有権として手に入ることを，前提としているが故に不平等を許すのである。

## 分析的マルクス主義への批判
分析的マルクス主義は，マルクス主義者及び非マルクス主義者から，以下のような多くの批判にさらされてきた。

### 方法
多くの批判者が，分析的マルクス主義は間違った方法論的かつ認識論的前提から議論を進めていると論じている。分析的マルクス主義者が，弁証法的志向のマルクス主義を「でたらめ（bullshit）」と退ける一方で，多くのマルクス主義者は弁証法を捨て去るならばマルクス主義哲学の際立った特徴が失われるという考えを維持している。マルクス主義哲学の決定的な特徴は，素朴唯物論がいうように哲学が世界の単なる反映であるのではなく，むしろ人間の実践に結びついた世界における介入であるとする点である。この考え方にしたがえば，分析的マルクス主義は，知的活動について間違った性格付けを行っている。すなわち，知的活動は，社会状況や政治状況に対する継続的な闘争から切り離されており，また社会状況や政治状況にほとんど介入しないものとして，扱われている。弁証法的マルクス主義者からすれば，分析的マルクス主義は，マルクス主義を革命的変革についての体系的学説から，論理的一貫性と経験的妥当性の上に立ってはいるがそれぞれはつながりのない諸命題の集まりに変えることで，マルクス主義を骨抜きにしてしまっている。
非マルクス主義者の批判もまた，分析的マルクス主義の方法論的弱点を突くものである。エルスターや合理選択マルクス主義者に反論して，彼らは次のように論じる。方法論的個人主義は社会科学における唯一妥当な説明形態であるとは言えない。ミクロ的基礎を欠いた機能主義は，いまだ説得力のある実り豊かな研究方法である。合理選択理論やゲーム理論は，社会制度や社会過程のモデルを作る方法としては健全かつ有用なものであるとすべての研究者に受け入れられているとはとても言えない，と。

### 歴史
コーエンが史的唯物論を擁護するためにそれを技術決定論として解釈したことについては、分析的マルクス主義者を含む幅広い人々から批判があった。アンドリュー・レヴァインとともにライトは「コーエンは、生産力（発展テーゼ）に決定的な役割を与える一方で、生産関係の移行において階級が果たす役割を見落としている」と論じた。ライトらにとっては、階級関係の形態（生産の諸関係）こそが、生産力がどのようにもちいられ、どの程度発展させられるかという点において決定的なのである。彼らの主張によれば、ひとたび生産力が異なる生産関係の維持することができるようになれば、その生産関係が「桎梏」となる証拠はない。
他の非マルクス主義者の批判者は、コーエンが、マルクス主義の伝統に従って、経済的基礎によって規定される法や政治といった上部構造の役割を理解していると論じた。結局のところ、コーエンの人類学は疑わしいと判断された。つまり人類は、新しくより生産的なテクノロジーを採用するかどうかは、非歴史的な合理性の働きによって決まるではなく、テクノロジーがそれ以前に存在した信念や社会的実践とどの程度適合的であるかに依存するのである。
コーエンは『歴史、労働、自由』（1988年）の中で、すべてではないが、これら批判を部分的には受け入れ再考している。

### 公正と権力
多くのマルクス主義者が、マルクス主義を公正の理論として理解することは不可能だと論じている（分析的マルクス主義者はそのように理解するのであるが）。公正についての問題は，権力の問題や階級関係の問題から切り離すことができないからである。
非マルクス主義者たちは、ロールズ流の公正のリベラル理論に対するのと同種の批判を分析的マルクス主義者たちの公正の理論について行うだろう。これらの理論のほとんどが、論理学の演習問題を解くのと同程度にしか、現代社会における権力関係の配置についての問題を捉えていない。これらの考えにおける「公正」の概念は、理論の仮定に応じてどのようなものにもなり得るが、一方でこうした公正概念は、現実世界の権力や資源の配分とは、ほとんど無関係なものである。

## 文献
- 高増明, 松井暁編『アナリティカル・マルキシズム』（ナカニシヤ出版, 1999年）
- ジョン・ローマー『分配的正義の理論 : 経済学と倫理学の対話』木谷忍,川本隆史訳（木鐸社,2001年）
- エリック・オリン・ライト編『平等主義の政治経済学：市場・国家・コミュニティのための新たなルール』遠山弘徳訳（大村書店,2002年）
- トム・メイヤー『アナリティカル・マルクシズム：平易な解説』瀬戸岡紘監訳.（桜井書店, 2005年）
- G.コーエン『自己所有権・自由・平等』松井暁, 中村宗之訳（青木書店, 2005年）

- Carver, T. and Thomas, P. (eds.) (1995) Rational Choice Marxism. London: MacMillan. ISBN 0-271-01463-6
- Cohen, G. A. (1978) Karl Marx's Theory of History: A Defence. Oxford: Oxford University Press. ISBN 0-691-02008-6
- Cohen, G. A. (1988) History, Labour, and Freedom: Themes from Marx. Oxford: Oxford University Press. ISBN 0-19-824816-4
- Cohen, G. A. (1995) Self-Ownership, Freedom, and Equality. Cambridge: Cambridge University Press. ISBN 0-521-47751-4
- Cohen, G. A. (2000a) Karl Marx's Theory of History: A Defence (Expanded Edition). Oxford: Oxford University Press. ISBN 0-19-924206-2
- Cohen, G. A. (2000b) If You're an Egalitarian, How Come You're So Rich? Cambridge, Mass.: Harvard University Press. ISBN 0-674-00218-0
- Elster, J. (1985) Making Sense of Marx. Cambridge: Cambridge University Press. ISBN 0-521-29705-2
- Elster, J. (1986) An Introduction to Karl Marx. Cambridge: Cambridge University Press. ISBN 0-521-33831-X
- Gordon, D. (1991) Resurrecting Marx: The Analytical Marxists on Freedom, Exploitation, and Justice. New Jersey: Transaction Publishers. ISBN 0-88738-390-4
- Hirst, P. (1985) 'G. A. Cohen's Theory of History', in Marxism and Historical Writing. London: Routledge. ISBN 0-7100-9925-8
- Levine, A. and Wright, E. O. (1980) 'Rationality and Class Struggle[リンク切れ]', New Left Review 123.
- Mayer, T. F. (1994) Analytical Marxism. Thousand Oaks, California: Sage. ISBN 0-8039-4681-3
- Miller, D. (1996) London Review of Books, October 31, 1996.
- Parijs, P. (1993) Marxism Recycled. Cambridge: Cambridge University Press. ISBN 2-7351-0536-9
- Przeworski, A. (1985) Capitalism and Social Democracy. Cambridge: Cambridge University Press. ISBN 0-521-26742-0
- Roberts, M. (1996) Analytical Marxism: A Critique. London: Verso. ISBN 1-85984-855-9
- Roemer, J. (1982) A General Theory of Exploitation and Class. Cambridge, Mass.: Cambridge University Press. ISBN 0-674-34440-5
- Roemer, J. (ed.) (1986) Analytical Marxism. Cambridge: Cambridge University Press. ISBN 0-521-31731-2
- Wood, A. (2004) Karl Marx. New York: Routledge. ISBN 0-415-31698-7
- Wright, E. O. (2003) 'Autobiographical Essay', in Stephen Turner and Alan Sica (eds.), A Disobedient Generation.  Thousand Oaks, California: Sage Publications. ISBN 0-7619-4275-0

## 関連文献
- “Analytical Marxism”. Stanford Encyclopedia of Philosophy (2022年9月5日). 2025年4月10日閲覧。
- “Analytical Marxism”. Encyclopedia Britannica (2023年12月7日). 2025年5月21日閲覧。